# Great Barrington (hrabstwo Berkshire)
Great Barrington – jednostka osadnicza w Stanach Zjednoczonych, w stanie Massachusetts, w hrabstwie Berkshire.